# 安纳托利亚文明博物馆
安纳托利亚文明博物馆（土耳其語：Anadolu Medeniyetleri Müzesi）是土耳其安卡拉的一座博物馆，博物馆建筑是奥斯曼帝国时期建造的一个巴扎（Mahmut Pasha Bedesteni）和一个驿站（Kurşunlu Han），前者的历史可以追溯到1464-1471年。它们在1940年被改造为博物馆，1943年开放。其中展出的是安纳托利亚史前到赫梯、弗里吉亚文明的文物。